# Pierre Devambez
Pierre André Devambez (geboren am 19. November 1902 in Paris; gestorben am 14. Januar 1980 ebenda) war ein französischer Klassischer Archäologe, Konservator am Louvre und Professor an der École pratique des hautes études in Paris.

## Werdegang
Pierre Devambez war der Sohn des Malers und Illustrators André Devambez. Im Jahr 1922 nahm er ein Studium der Altertumswissenschaften an der École normale supérieure in Paris auf. Nach der Agrégation im Jahr 1926 wurde er 1928 Mitglied der École française d’Athènes, der er bis 1933 angehörte. Im Anschluss ging er an das Institut français d’Archéologie in Istanbul. 1937 kehrte er nach Frankreich zurück und wurde Konservator an der Abteilung der griechischen und römischen Antiken des Louvre, ab 1968 war er Chef-Konservator der Abteilung – eine Stelle, die er bis 1972 innehatte.
Zugleich war Pierre Devambez von 1942 bis 1970 Professor für griechische Keramik an der École du Louvre, einer der Grandes écoles des französischen Bildungssystems. Zwischen 1954 und 1970 hielt er außerdem archäologische Seminare an der École normale supérieure, die er direkt an den Objekten im Louvre durchführte. Als Studiendirektor lehrte er von 1961 bis 1967 griechische Religion archaischer und klassischer Zeit an der 5. Sektion für «sciences religieuses» der École pratique des hautes études in Paris.

## Forschungen
Während seiner Zeit an der École française in Athen übernahm Pierre Devambez 1929 die Leitung der französischen Ausgrabungen auf der nordgriechischen Insel Thasos, wo er zunächst bis 1933 forschte, um in den Jahren 1953–1954 noch einmal zurückzukehren. Die Ergebnisse auch der älteren Ausgrabungen, die er in mehreren Aufsätzen veröffentlichte, förderten die Entwicklung der zunächst dörflichen Hauptsiedlung von Thasos zur modernen Stadt Limenas Thasou, die ihm zu Ehren eine ihrer wichtigsten Straßen nach ihm benannte.
Von 1935 bis 1938 leitete Pierre Devambez die Ausgrabungen im karischen Heiligtum von Sinuri nahe der Stadt Mylasa, das er 1935 erstmals mit dem Epigraphiker Louis Robert besuchte. Darüber hinaus eröffnete er 1950 zusammen mit Pierre Demargne die französischen Ausgrabungen in Xanthos, das er vorbereitend bereits 1936 besucht hatte. Von 1961 bis 1963 nahm er an der französisch-kanadischen Ausgrabung in Laodikeia am Lykos teil. Im Anschluss bereitete er für Louis Robert die Bearbeitung der Skulpturenfunde von Klaros vor.
Die Beschäftigung mit griechischer Plastik und Malerei insbesondere der archaischen und klassischen Zeit bildete zwei seiner Forschungsschwerpunkte, zu denen er sich auch monographisch äußerte. Daneben war er ein profunder Kenner der griechischen Vasenmalerei mit ihren ikonographischen und ikonologischen Implikationen – ein Arbeitsgebiet, das er nahezu dreißig Jahre in der Lehre vertrat. Als 1958 Charles Dugas starb, ernannte die Académie des inscriptions et belles-lettres Pierre Devambez zu ihrem Vertreter in der Union Académique Internationale, die ihm ihrerseits daraufhin die aus dem gleichen Grund vakante Direktion des Corpus Vasorum Antiquorum übertrug. Bis 1980 leitete er dieses große internationale Forschungsunternehmen, knüpfte notwendige Kontakte zu bislang unberücksichtigten Ländern und förderte die Publikation des entsprechenden Materials, beispielsweise aus der Tschechoslowakei, deren erster Band aus dem Jahr 1978 stammt.

## Mitgliedschaften und Ehrungen
Pierre Devambez wurde 1970 in die Académie des inscriptions et belles-lettres gewählt. Er war Träger des Phönix-Ordens und Offizier der Ehrenlegion sowie Mitglied des Deutschen Archäologischen Instituts und der Archäologischen Gesellschaft Athen. Die Hefte 1 und 2 des Jahrgangs 1972 der Revue archéologique wurden ihm unter dem Titel Études de céramique et peinture antiques offerts à Pierre Devambez gewidmet.

## Publikationen (Auswahl)
- Grands bronzes du Musée de Stamboul (= Mémoires de l'Institut Francais d'Archéologie de Stamboul. Band 4). Boccard, Paris 1937 (Digitalisat).
- La sculpture grecque. Editions d’art et d’histoire, Paris 1938.
- Le style grec. Larousse, Paris 1944.
- L’art au siècle de Périclès. La Guilde du Livre, Lausanne 1955.
- mit Emilie Haspels: Le sanctuaire de Sinuri près de Mylasa. Second Partie, Architecture et céramique (= Mémoires de l’Institut Francais d'Archéologie de Stamboul. Band 7). Boccard, Paris 1959.
- Sculptures grecques. Sun, Paris 1960.
- Bas-relief de Téos (= Bibliothèque archéologique et historique de l’Institut français d’archéologie d’Istanbul. Band 14). Maisonneuve in Kommission, Paris 1962.
- La peinture grecque. Pont-Royal, Paris 1962.
- mit Robert Flacelière, Pierre-Maxime Schuhl, Roland Martin: Dictionnaire de la Civilisation grecque. Hazan, Paris 1966.
- mit Robert Flacelière: Héraclès. Images et récits. Boccard, Paris 1966.